# 山本敏行
山本 敏行（やまもと としゆき、1979年3月21日 - ）は、大阪府寝屋川市出身の起業家、投資家。
Chatwork創業者、Power Angels CEO、一般社団法人日本エンジェル投資家協会代表理事。弟はChatworkCEOの山本正喜。

## 経歴

### 出生・幼少期
大阪府寝屋川市に音楽スタジオ経営者の長男として出生。幼少時からコンピューターやインターネットに関心を持つ。

### 高校・大学時代
大阪桐蔭高等学校卒業後、中央大学商学部へ進学。在学中に1年間ロサンゼルスに留学し、EC studioを設立した。

### Chatwork起業
2000年、米国滞在中にEC studioを設立。帰国後2004年に法人化。2011年にビジネスチャットツール「Chatwork」をリリースし、2012年にChatwork株式会社へ社名変更。2018年にCEOを退任し、2019年に東証マザーズ（現：東証グロース）に上場した。 。社員満足度の高い企業として知られ、人事コンサルティング企業による調査で社員満足度ランキング1位を2年連続で取得したことがある。

### 高校生起業家・エンジェル投資家の育成
Chatworkを譲渡した後、2020年7月エンジェル投資家と起業家を結ぶコミュニティ株式会社Power Angelsを発足。2023年10月18日、一般社団法人日本エンジェル投資家協会を設立、代表理事に就任。
2025年1月15日、起業家とエンジェル投資家を繋ぐプラットフォーム『Angel Link(エンジェルリンク)』をリリース。

### 略歴
- 1997年（平成9年) 3月 - 大阪桐蔭高等学校卒業
- 2000年（平成12年) 7月 - EC studio設立
- 2002年（平成14年) 3月 - 中央大学商学部卒業
- 2004年（平成16年) 11月 - 有限会社EC studio CEO
- 2005年（平成17年) 12月 - 株式会社 EC studioへ組織変更
- 2012年（平成24年) 2月 - 米国法人ChatWork Inc.をシリコンバレーに設立
- 2012年（平成24年) 4月 - Chatwork株式会社へ社名変更
- 2018年（平成30年) 6月 - Chatwork株式会社CEOを弟に譲渡
- 2019年（令和元年) 9月 - Chatwork株式会社が東証マザーズ（現：東証グロース）上場
- 2020年（令和2年）7月 - 株式会社Power Angels CEO
- 2023年（令和5年）10月 - 一般社団法人日本エンジェル投資家協会代表理事

## 著書
- 2010年（平成22年）2月 - 『iPhoneとツイッターで会社は儲かる』 ASIN 4839934444
- 2010年（平成22年) 11月 -『日本でいちばん社員満足度が高い会社の非常識な働き方』 ASIN 4797361123
- 2013年（平成25年）5月 - 『自分がいなくてもうまくいく仕組み』 ASIN B00E3786V6
- 2021年（令和3年）9月 - 『投資家と起業家』
- 2022年（令和4年）6月 - 『放課後は高校生起業家』 ASIN 4910829016
- 2024年（令和6年）3月 - 『エンジェル投資家 実践バイブル』ASIN B0CYH2SQBQ